# Straßenbahn Oklahoma City

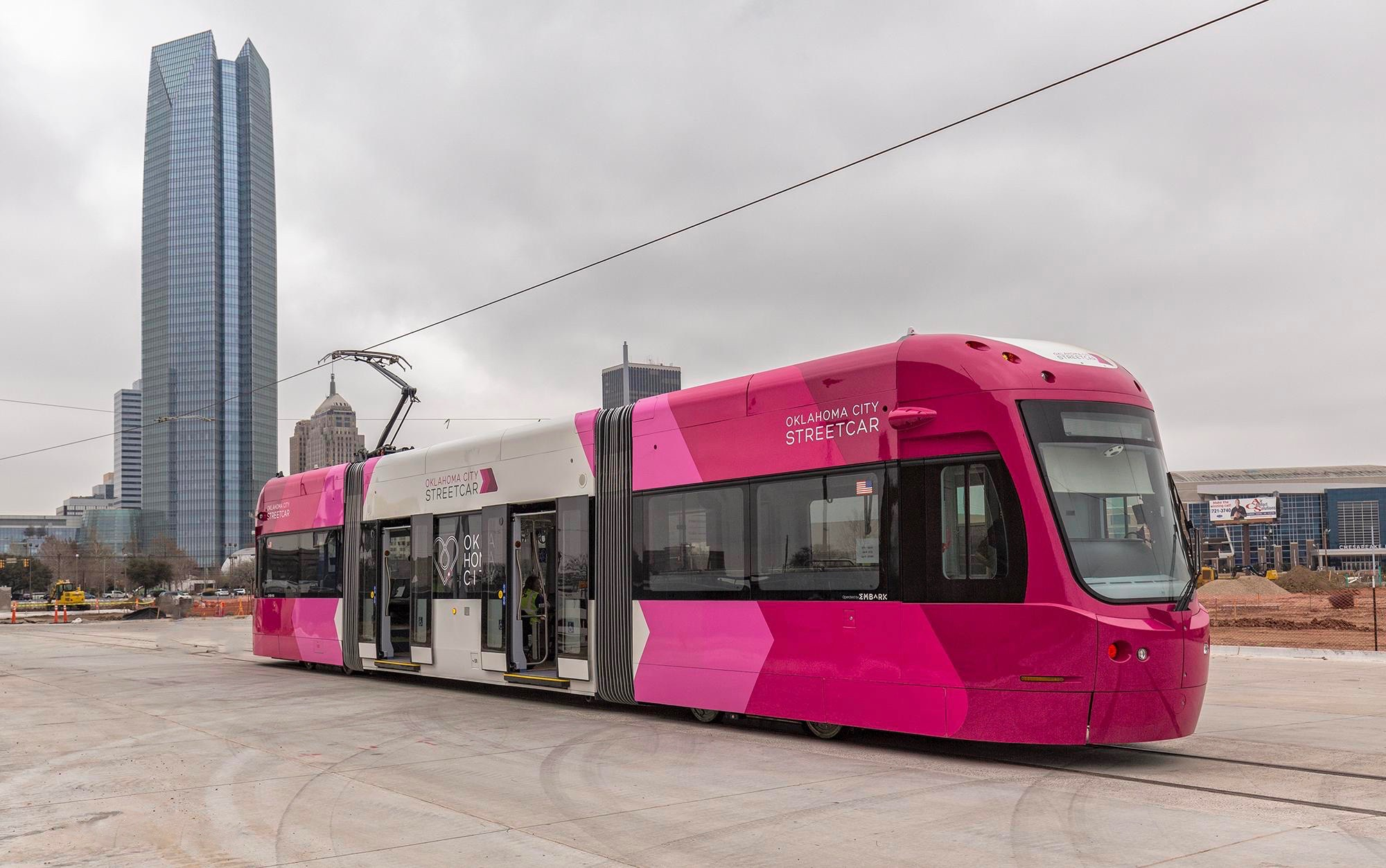
Farbschema des ersten angelieferten Triebwagens für Oklahoma City

Die Straßenbahn Oklahoma City ist ein am 14. Dezember 2018 eröffnetes Straßenbahn- bzw. Stadtbahnsystem in der US-amerikanischen Stadt Oklahoma City, der Hauptstadt des gleichnamigen Bundesstaates Oklahoma.

## Kurzbeschreibung

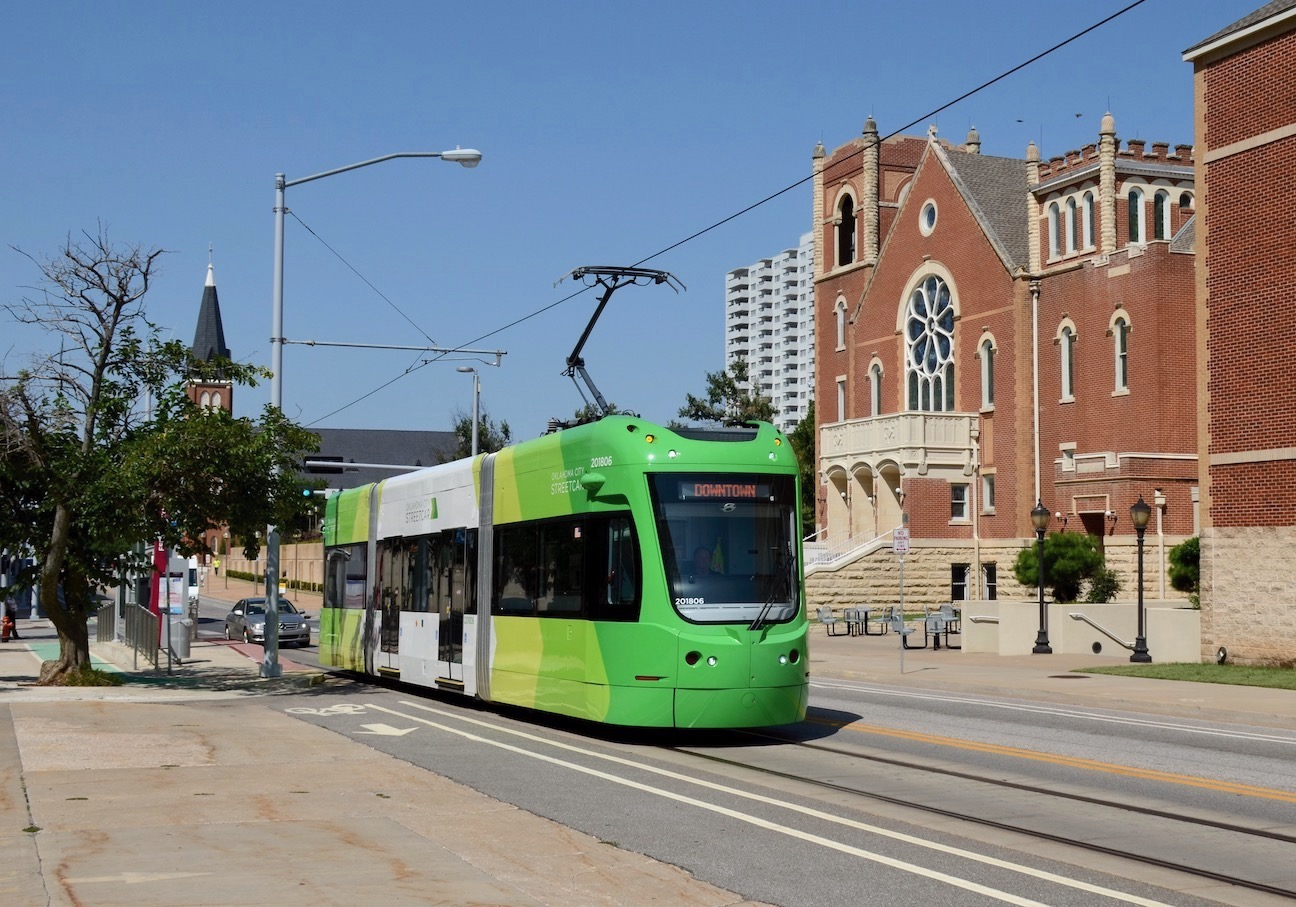
Ein grüner Wagen in der 4th Street (2021)

Eine elektrische Straßenbahn gab es in Oklahoma City von 1903 bis 1947, deren letzte Linien dem Großen amerikanischen Straßenbahnskandal zu diesem Zeitpunkt zum Opfer fielen.
Am 7. Februar 2017 wurde mit einem feierlichen ersten Spatenstich der Bau einer 7,5 km langen normalspurigen eingleisigen Strecke begonnen. Diese führt in Form einer Acht als Downtown Loop durch die Innenstadt und verbindet dabei sie mit den Stadtteilen Midtown und Automobile Alley. Östlich der Innenstadt wird in Form einer großen Schleife (Bricktown Loop) der Stadtteil Bricktown angebunden.  Diese Schleife und ein Teil der Innenstadtstrecke kann dabei über eine gesonderte Verbindung befahren werden, die als Bricktown Loop von Freitag bis Sonntag das Ausgehviertel Bricktown mit seiner Unzahl von Brauereien, Bars, Restaurants und Geschäften vor allem in den vielen alten Backsteingebäuden (brick zu deutsch Backstein) verbindet, um dort zeitweise einen besseren Takt anzubieten.
Die Strecke verfügt über 22 Haltestellen. Für die Wartung der Fahrzeuge entstand an der 7. Straße das Depot, das eingleisige Betriebsgleis dorthin ist die einzige Strecke in dem Netz, die in beiden Richtungen befahren wird.
Am 14. Dezember 2018 wurde die Straßenbahn dem öffentlichen Verkehr übergeben. Sie ist ein erster Anfang für den Aufbau eines schienengebundenen öffentlichen Nahverkehrsnetzes in Oklahoma City, Verlängerungen sollen folgen.
Bis 1. Februar 2019 galt ein Nulltarif, damit die Bevölkerung Gelegenheit hatte, das Verkehrsmittel ausgiebig auszuprobieren.

## Fahrzeuge

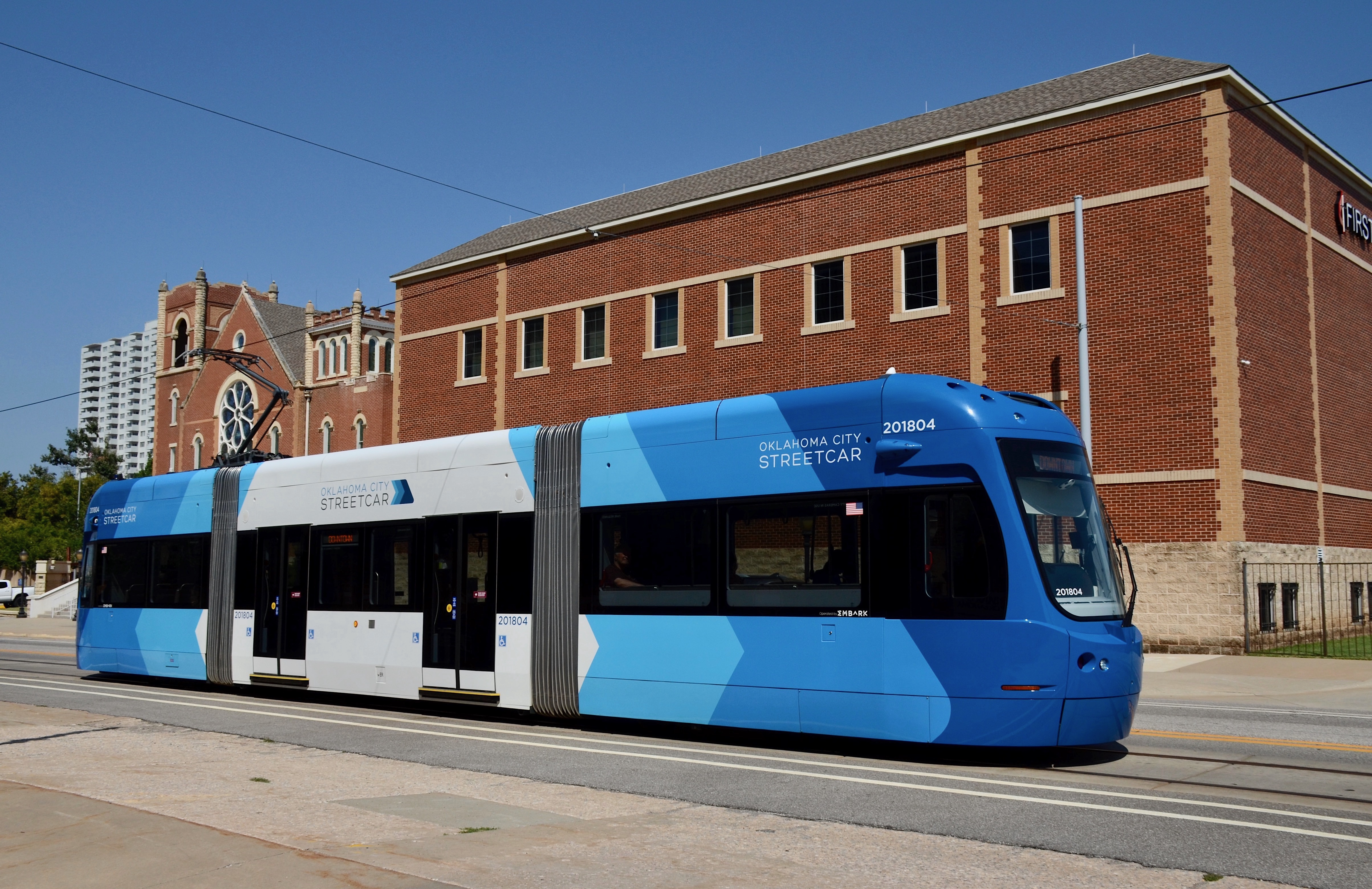
Einer der blauen Wagen

Die für den Betriebsbeginn erforderlichen sieben dreiteiligen klimatisierten Fahrzeuge vom Typ American Liberty mit 20,2 Metern Länge und 2,44 Metern Breite haben einen Niederfluranteil von 70 Prozent, weisen 32 Sitzplätze und eine Gesamtkapazität von 103 Fahrgästen auf. Sie wurden vom amerikanischen Hersteller Brookville Equipment Corporation in Pennsylvania gebaut und wurden ab Oktober 2017 nach Oklahoma City geliefert. Sie erhielten für den Betrieb auf den fahrleitungslosen Abschnitten Lithium-Ionen-Batterien als Energiespeicher.

## Kosten
Die Kosten betrugen 135 Millionen US-Dollar, die über eine örtliche Steuer gegenfinanziert wurden bzw. werden.